# Croix-Rouge portugaise
 (novembre 2021).
Si vous disposez d'ouvrages ou d'articles de référence ou si vous connaissez des sites web de qualité traitant du thème abordé ici, merci de compléter l'article en donnant les références utiles à sa vérifiabilité et en les liant à la section « Notes et références ».
La Croix-Rouge portugaise (en portugais : Cruz Vermelha Portuguesa ou CVP) est la société nationale portugaise du Mouvement international de la Croix-Rouge et du Croissant-Rouge. La Croix-Rouge portugaise est une organisation humanitaire d'utilité publique qui a pour objectif de défendre la paix, garantir le respect de la dignité humaine, de minimiser les effets de la guerre ainsi que de promouvoir la vie et la santé.
La Croix-Rouge Portugaise fut fondée le 11 février 1865 sous le nom de Sociedade Portuguesa da Cruz Vermelha (SPCV) en français Société Portugaise de La Croix-Rouge. 
Le siège de La Croix-Rouge portugaise se situe au Palácio dos Condes de Óbidos à Lisbonne, néanmoins, elle possède des structures locales à travers le Portugal.

## Histoire
La Croix-Rouge portugaise fut fondée le 11 février 1865, avec le nom "Comissão Portuguesa de Socorros a Feridos e Doentes Militares" em Tempo de Guerra" en français "Commission portugaise de secours aux militaires malades et blessés" par le médecin José António Marques, qui en 1864, avait représenté le Portugal lors des Conventions de Genève après avoir été mandaté par le roi Louis Ier du Portugal.
Depuis son existence, la Croix-Rouge Portugaise a été un appui lors des conflits armés ainsi que lors des grandes catastrophes que le pays a subi. De plus, l'appui de La Croix-Rouge Portugaise ne s'est pas limité uniquement au Portugal, mais a aussi été utile lors de guerres ou de catastrophes à l'international.

## Organisation

### Structure nationale
La Structure nationale est l'organe exécutif le plus puissant de La Croix-Rouge portugaise, elle est dirigée par le président national de La Croix-Rouge Portugaise ainsi qu'un Secrétaire-Général.
Sous directions de la structure nationale :
- Services centraux, incluant :

1. Département financier
2. Département international
3. Département de la jeunesse
4. Marketing et communication
5. Appuis aux structures locales
6. Autres

- Services autonomes, incluant :

1. École professionnelle Almirante Domingos Tasso de Figueiredo
2. École supérieure d'infirmerie du Alto Tâmega de la Croix-Rouge portugaise
3. École supérieure de santé de la Croix-Rouge portugaise
4. Logement militaire de la Croix-Rouge portugaise
5. École de secourisme de la Croix-Rouge portugaise
6. École supérieure de santé du Nord

- Corps de bénévoles, incluant :

1. Service jeunesse de la Croix-Rouge portugaise
2. Bénévolat de soutien général
3. Équipes des situations d'urgences

### Structures locales
La Croix-Rouge portugaise possède 170 délégations ou centres humanitaires à travers le pays. Chaque structure possède sa propre direction ce qui leur garantit une complète gestion des activités à l'échelle locale.
Voici quelques exemples de délégation ou centres humanitaires de la Croix-Rouge portugaise :
- Amadora
- Angra do Heroísmo
- Aveiro
- Beja
- Braga
- Bragance
- Coimbra
- Estremoz
- Évora
- Fafe
- Figueira da Foz
- Guarda
- Leiria
- Lisbonne
- Madère
- Portalegre
- Porto
- Santarém
- Setúbal
- Viana do Castelo
- Marinhas
- Vila Nova de Gaia
- Viseu
- Tavira
- Torres Vedras

## Distinctions
- Grand Officier de l'ordre de la Tour et de l'Épée (Portugal)
- Grand Officier de l'ordre du Christ (Portugal)
- Grand Officier de l'ordre de l'Infant Dom Henri (Portugal)
- Grand Croix de l'Ordre du Mérite (Portugal)

## Sources
- (pt) Cet article est partiellement ou en totalité issu de l’article de Wikipédia en portugais intitulé « Cruz Vermelha Portuguesa » (voir la liste des auteurs).